# Peter Early
Peter Early (Madison, 20 giugno 1773 – Contea di Greene, 15 agosto 1817) è stato un politico statunitense.

## Biografia

### Origini
Nacque in Virginia nel 1773, primo figlio del militare Joel Early e della moglie Lucy Smith. Mentre il giovane Peter studiava legge a Princeton, il resto della famiglia acquistò la piantagione di Fontenoy, in Georgia, presso il fiume Oconee, e vi si trasferì, presto raggiunta dal primogenito, che aprì uno studio legale per le contee di Greene e Wilkes.
Nel 1797 si sposò con Ann Adams Smith, di appena quattordici anni e dalla quale ebbe sei figli, e per il 1800 era divenuto tanto benestante da permettersi la costruzione di una casa propria.

### Carriera politica

#### Rappresentante
Entrato in politica col Partito Democratico-Repubblicano, nel 1802 si candidò per sostituire il rappresentante dimissionario John Milledge, e nonostante le voci che lo volevano simpatizzante del Partito Federalista (ancora odiato in Georgia per via dello scandalo dello Yazoo) riuscì a vincere il seggio, prendendone possesso l'anno successivo.
Durante il suo mandato, durato fino al 1807, Early dimostrò simpatie verso le potenze europee, in particolare il Regno Unito, cercando di impedire l'applicazione dell'embargo americano nei confronti della Gran Bretagna, e la Francia, votando invece a favore del blocco dei commerci con Haiti, che di recente si era liberata dal giogo coloniale francese. Fu inoltre un fervente sostenitore del diritto all'espansione della Georgia a danno dei nativi americani; inoltre, in quanto a sua volta proprietario di schiavi, si oppose all'abolizione della tratta, che avvenne infine nel 1808.
Dopo due mandati da rappresentante scelse di non ricandidarsi, e divenne giudice della Corte Suprema georgiana.

#### Governatore della Georgia
Nel 1813 venne eletto governatore della Georgia, e fu fin da subito fortemente espansionista, finanziando spedizioni contro i Creek e la massiccia colonizzazione della frontiera occidentale. La guerra contro i Creek si andò ad inserire nel quadro più complesso della guerra del 1812, e mentre i nativi americani furono sconfitti dal generale Andrew Jackson, la Georgia si dimostrò sguarnita a tal punto da permettere alla Royal Navy di stabilirvi una testa di ponte. Early ordinò di non contrattaccare, e nel febbraio 1815 gli ultimi inglesi si ritirarono.
L'eccessivo uso del veto da parte di Early finì con alienargli la maggior parte dei georgiani, e alle elezioni del 1815 venne sconfitto dal predecessore David B. Mitchell, che ridivenne così governatore.

### Ultimi anni e morte
Nonostante la sconfitta venne eletto al senato georgiano, occupandosi della riforma del codice penale e della costruzione del penitenziario di Milledgeville, la capitale statale. Era stato per molti anni uno dei dirigenti dell'Università della Georgia, rimanendolo fino all'improvvisa morte nel 1817 a causa di una malattia.
Venne sepolto nella sua piantagione, e un secolo più tardi i suoi resti vennero riesumati per essere sepolti nel cimitero di Greensboro. Gli vennero intitolati la contea di Early e il presidio di Fort Early.